# Glypthaga vicina
Glypthaga vicina là một loài bọ cánh cứng trong họ Cerambycidae.